# Warr-gitár
A Warr-gitár egy 10, 12, 15 vagy ritkán több húros érintőgitár. Mark Warr, egy hangszer, főleg gitár, illetve húros hangszer készítésével foglalkozó művész fejlesztette ki. Lényege, hogy pengetés helyett csak a húrok érintésével, finom ütögetéssel szólaltatjuk meg az egyes hangokat.
A rajta történő játékhoz csak egy ujjra van szükség egy hang megszólaltatásához – szemben a hagyományos gitárral, ahol kettőre: egy ujj a hang lefogásához, egy pedig a húr pengetéséhez. Így a két kéz minden ujját egyszerre lehet használni játékkor. Ez lehetővé teszi több mint egy szólam játszását egyidejűleg, vagy lehetőséget ad arra, hogy megosszuk a játékot a két kéz ujjai között.
Mark Warr különlegességét a hangszerkészítésben a fa használata adja. Rengeteg különböző fajta fát használ az egzotikustól az átlagosig, a specifikus és meglehetősen bonyolult kombinációkig az eltérő hangszínek eléréséhez. A Mark Warr által készített hangszerek mindegyike máshogyan szólal meg.
Ránézésre az egyik egyik legfőbb különbség e hangszer és egy hagyományos gitár között az, miképp áll a hangszer a zenészen. Egy gitár, ha vállpánttal viselik, vízszintesen áll. Warr-gitárt viselésekor a hangszer inkább függőleges helyzetű, de könnyű súlya miatt vízszintes helyzetbe hozható, mint egy hagyományos gitár. Ez azt jelenti, hogy az érintőgitáros stílushoz kényelmesebb függőleges pozíció választható, a hagyományos játékhoz pedig a vízszintes.
A gitár néhány használója és virtuóza: Van Halen, Steve Vai, Stanley Jordan, Trey Gunn. Igazából az utóbbi a virtuóz: Trey Gunn egyik szokása például a kilenc- vagy tízhúros Warr-gitárhoz nem ujjait, hanem egy mikrofont használni, s azzal tapogatni a húrokat. Professzionális zenész, a King Crimson volt tagja.

## Külső hivatkozások
- A Warr-gitárok hivatalos honlapja

### A Warr-gitár néhány virtuóza
- Van Halen
- Steve Vai
- Trey Gunn
- Stanley Jordan
- Ricky Wade
- Ron Fairchild